# Глеваха (археологический памятник)
Глеваха — археологический памятник, многослойное поселение в урочище Гатка, вблизи пгт Глеваха Васильковского района, Киевская область.

## Описание
Исследовалось в 1982—1985 годах. К слою киевской культуры (2-я пол. 3 века н. э.) относятся 4 сооружения-полуземлянки, 45 ям-погребов и др., где найдена преимущественно лепная керамика, а также керамический импорт черняховской культуры, пряслица, несколько фибул и гребней. Верхний слой образовался в результате продвижения в начале 4 века н. э. племен черняховской культуры немецкого происхождения. Он представлен пятью сооружениями (в частности гончарной мастерской), 11 ямами. Кроме гончарной керамики, найдена лепная посуда вельбарской культуры, несколько фибул 4 века н. э.